# 鹿児島県道552号鹿屋串良インター線
鹿児島県道552号鹿屋串良インター線（かごしまけんどう552ごう かのやくしらインターせん）は、鹿児島県鹿屋市を通る一般県道である。

## 概要
鹿屋市東原町から鹿屋市串良町細山田（鹿屋串良JCT）を結ぶ。
鹿屋串良ジャンクション（仮称は鹿屋串良インターチェンジ）と国道269号間のアクセスを確保する。この路線と鹿児島県道550号鹿屋環状線の一部区間が大隅縦貫道の一部串良鹿屋道路（約6.1 km）を形成する。この路線は1997年（平成9年）3月31日に鹿児島県告示30号により認定された。

### 路線データ
- 起点：鹿児島県鹿屋市東原町（鹿児島県道550号鹿屋環状線交点）
- 終点：鹿児島県鹿屋市串良町細山田（鹿屋串良JCT）
- 路線延長：3,920 m（総延長、2013年4月1日現在）
  - 実延長：2,120 m
  - 未供用延長：1,800 m[3]

## 歴史
- 1997年（平成9年）3月31日 - 鹿児島県告示30号により認定[1][2]

## 地理

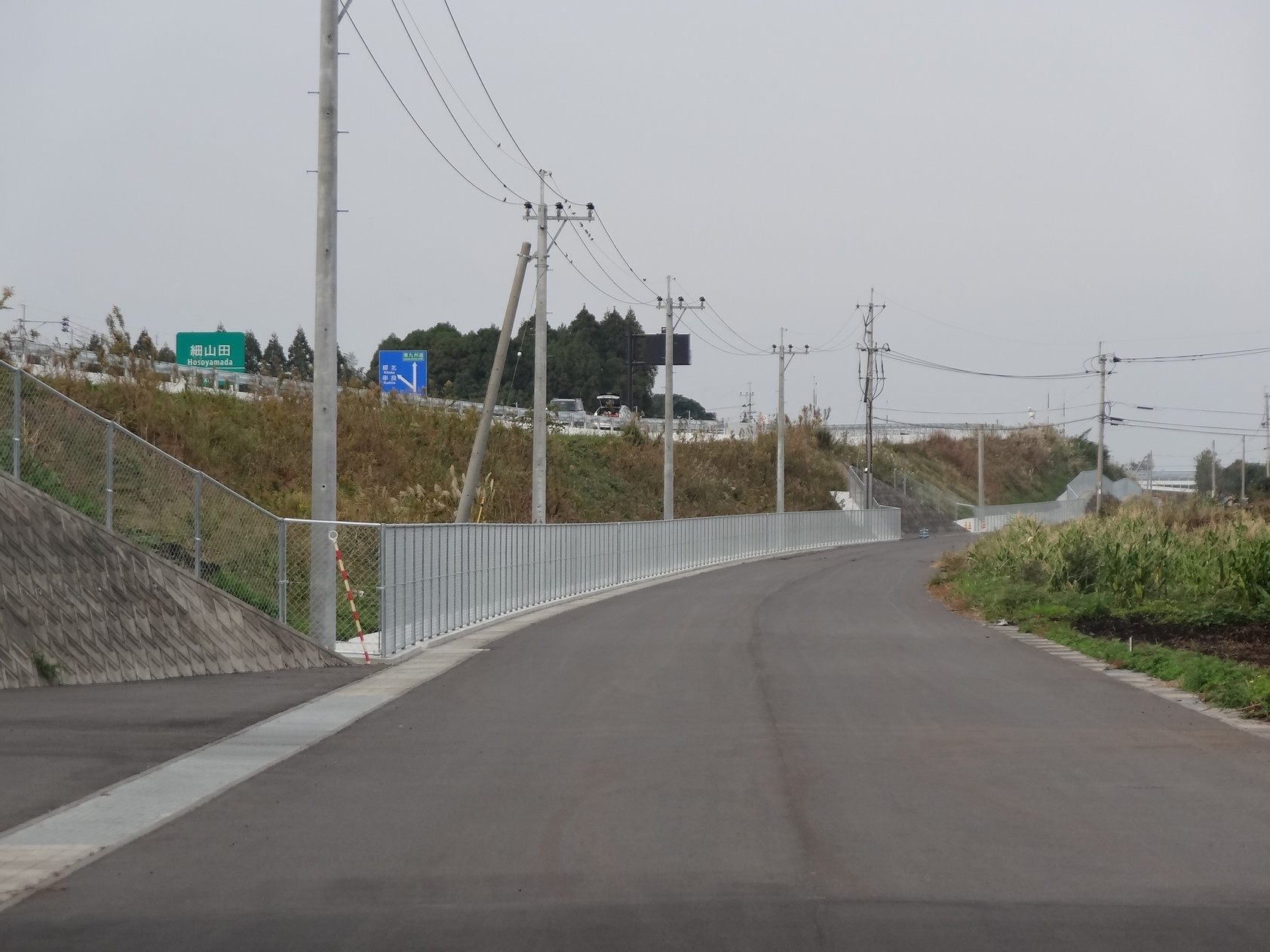
大隅縦貫道の側道、細山田ICから南に約500 m地点（2014年11月撮影）

### 通過する自治体
- 鹿屋市

### 交差する道路
| 交差する道路                                           | 交差する場所 | 交差する場所          |
| ------------------------------------------------------ | ------------ | --------------------- |
| 鹿児島県道550号鹿屋環状線 / 大隅縦貫道（串良鹿屋道路） | 東原町       | 東原IC                |
| 国道269号                                              | 東原町       | 間接続する。          |
| 鹿児島県道67号高隈串良線 / 大隅縦貫道（串良鹿屋道路）  | 串良町細山田 | 細山田IC              |
| E78 東九州自動車道                                     | 串良町細山田 | 37 鹿屋串良JCT / 終点 |

### 沿線
- 鹿屋市立細山田中学校（終点付近）